# اینتیکانچا (پونو)
اینتیکانچا (به اسپانیایی: Intikancha) یک کوه در پرو است که در منطقه پونو واقع شده‌است. اینتیکانچا ۴٬۴۰۰ متر بالاتر از سطح دریا واقع شده‌است.